# 陈诗龙
陈诗龙（1964年12月24日—） ，新加坡華裔政治人物、企业高管、医生、企业家，人民行动党党员，自2020年7月10日起担任马林百列集选区议员，并获总理李显龙任命为人力部长。

## 生平
陈诗龙出生于新加坡，是家中的独子，父亲陈绍节是新加坡巴士计时员，母亲是家庭主妇，他们尽可能多地打零工以缓解家庭的经济情况。他被寄养给一位讲粤语的保姆照顾，平日和她一起住在德士路旁边的三龙路。只有在周末，他才会和父母住在大巴窑租来的房子里。这种日子一直持续到他五六岁。
陈诗龙就读于蒙克山小学和蒙克山中学。他继续上国立初级中学，并加入合唱团作为他的课外活动。随后，他在新加坡国立大学学习医学。陈诗龙通过给大专生补习各种学科（比如数学，生物，物理和化学）赚取每年$3000的学费来上大学，他最多的时候一次性辅导过8位学生，每月收入可达到800至1000美元。
1988年，陈诗龙从新加坡国立大学医学院获得医学学士学位和外科学士学位（MBBS）。 1998年获得新加坡国立大学家庭医学硕士学位。 2003年，他被新加坡家庭医师学院授予家庭医师学院院士。 2004年获得芝加哥大学布斯商学院工商管理硕士学位。 2014年，他被授予新加坡医学科学院院士。
1992 年，27 岁的他与一群朋友通过银行贷款 90,000 美元和早期股东的 5,000 美元初始资金投资创办了康威医疗集团。作为公司的联合创始人兼董事长，他将集团发展成为新加坡第二大私人日常保健集团。 2004年，他成功将集团出售给英国保柏集团。
2004年，他加入百汇控股担任伊丽莎白医院首席运营官。最终晋升为班台控股（百汇子公司）的执行董事、班台医院部门的首席执行官（CEO）和百汇马来百列地区运营部门的负责人，直到 2008 年。
2010年至2019年，他担任百汇控股和百汇班台有限公司的集团首席执行官兼董事总经理（MD）。 2014 年至 2019 年，他还担任IHH Healthcare BHD 的首席执行官兼董事总经理。在他任职期间，他的一些贡献包括在 2010 年将百汇控股退市，并于 2012 年将 IHH Healthcare 重新上市，成为全球最大的首次公开募股之一，将集团从 2009 年的 15 家医院扩大到截至 2012 年的 84 家医院。2019 年底，领导了 Acibadem Healthcare（土耳其）、Fortis Healthcare（印度）、和亚洲多家医院的并购。在他的领导下，IHH Healthcare Berhad 荣获多项奖项，包括 2016 年 Asiamoney 颁发的最佳管理和最佳整体公司治理投票奖。 
2019年，他辞去了百汇控股和百汇班台有限公司的集团首席执行官兼董事总经理（MD）职位。宣布退休。
2020年7月10日起，陈诗龙担任马林百列集选区国会议员，同时也被李显龙总理（新加坡）任命为新加坡人力资源部部长与贸易与工业部副部长。

## 社会兼职
曾多次担任部长级顾问和医学委员会职务。自 2009 年以来，陈诗龙医生一直是新加坡家庭医生学院 (CFPS) 的董事会成员。他还曾在 CFPS Holdings Pte Ltd 担任过各种职务，包括 2008 年至 2010 年的董事长和 2011 年至 2013 年的副总裁。 2013年11月，他被新加坡卫生部任命为终身保健审查委员会成员。
此外，他通过董事会成员和外部职位保持积极参与学术界。从 2011 年到 2019 年，他是杜克-新加坡国立大学研究生医学院教育办公室的兼职助理教授。他还曾是新加坡管理大学李光前商学院顾问委员会成员。
除了医疗领域，他还在商业领域做出了杰出贡献。2012 年，陈诗龙博士被任命为新加坡-广东合作委员会的理事会成员。该委员会旨在通过共同探索广东省的新机遇，深化新加坡与广东的接触，并使新加坡企业受益。 

## 志愿者经历
作为通过创新和公私合作改善医疗保健服务的热情支持者，陈博士曾在许多国际研讨会上做客座演讲，包括哈佛商学院关于医疗保健创业的系列讲座。他之前还曾作为英国国家卫生服务部卫生部的专家小组成员提供咨询意见。
自 2019 年陈诗龙退休后，他一直活跃在社区中。他在马林百列担任 WeCare 社区支持网络的赞助人，并参加马林百列（新加坡）选区的每周见面会。他还积极接触马来百列社区，以更好地与他们联系并了解他们。例如，陈已在马林百列建立并正在领导一个护理人员支持网络。在马林百列人口老龄化加剧的背景下，该网络旨在充当“渠道”，为病人和老年人的护理人员提供帮助。

## 个人荣誉
2004 年：陈诗龙被新加坡人民协会授予长期服务奖。 
2007 年：陈诗龙被授予著名的新加坡家庭医生学院的 Albert and Mary Lim Award（林烈睿医生简淑文伉俪奖）这是对学院和家庭医学学科的贡献和服务的最高荣誉。这是为了感谢他对CFPS的贡献，他在新加坡成功举办了第18届世界全科医师大会，CFPS净盈利超过130万美元。
2015 年：在 2015 年第 14 届 CNBC 亚洲商业领袖奖 (ABLA) 中被评为年度亚洲创新者
2016 年：Asiamoney 马来西亚最佳执行官， Asiamoney 最佳投资者关系首席执行官
2017年：荣获ABLA企业社会责任奖
2019 年：2019 年新加坡医学会优异奖